# Marjan Ciglič
Marjan Ciglič, slovenski režiser, * 6. januar 1944, Golnik.
Leta 1974 je diplomiral iz režije na ljubljanski AGRFT. Dolgo časa je bil svobodni umetnik, od 1989 lastnik produkcijske hiše L.I.B.R.A. Po kratkem filmu Srakanjani (1976) je posnel tudi dva celovečerna filma: Razseljena oseba, (1982, Badjurova nagrada) in Ječarji (1991). Snemal pa je predvsem za televizijo (Paralele).
Težišče njegovega delovanja so različni televizijski žanri: portreti, igrani otroški filmi in serije (Moj prijatelj Piki Jakob, 1978; Pajacek in punčka, 1994) ter kulturnozgodovinske dokumentarne serije (Korenine slovenske lipe, 1993; Kamniti svet, 1994; Kamni in korenine - cerkve koprske župnije, 1997; Gradovi na Slovenskem, 2002). Za nadaljevanko o alpinistu Juliusu Kugyju, ki je nastala v koprodukciji slovenske in avstrijske televizije je 1985 prejel avstrijsko zlato plaketo za najboljši igrani televizijski projekt.